# Trinidad och Tobago i panamerikanska spelen
Trinidad och Tobago i panamerikanska spelen styrs av Trinidad och Tobagos Olympiska Kommitté i de panamerikanska spelen. Nationen deltog första gången i de panamerikanska spelen 1951 i Buenos Aires.
Ögruppens idrottare har vunnit 55 medaljer, varav 8 guldmedaljer.